# Ioannis Metaxas
Ioannis Metaxas (în greacă Ιωάννης Μεταξάς; n. 12 aprilie 1871, Itaca, Peloponez, Grecia de Vest și Insulele Ionice⁠(d), Grecia – d. 29 ianuarie 1941, Atena, Regatul Greciei) a fost un general elen, numit prim-ministru al Regatului Greciei între aprilie – august 1936 și dictator în timpul Regimului de la 4 august, din 1936 până la moartea sa din 1941.

## Cariera militară
Ioannis Metaxas s-a născut în Ithaca, pe 12 aprilie 1871. El și-a început cariera militară în timpul războiului greco-turc din 1897. A făcut studii militare în Imperiul German și s-a reîntors în Grecia, unde a fost încadrat în Marele Stat Major. În această calitate a luat parte acțiunea de modernizare a armatei elene din perioada de dinaintea izbucnirii Războaielor Balcanice (1912–1913). A luat parte activă la luptele din cele două războaie amintite mai sus. În 1913, a fost numit șef al Marelui Stat Major și în 1916 a fost promovat la gradul de general locotenent.
Ioannis Metaxas a fost un monarhist convins. El l-a sprijinit necondiționat pe Constantin I al Greciei și s-a opus deschis intrării în război a Greciei de partea aliaților în prima conflagrație mondială. Eleftherios Venizelos, premierul din acea perioadă, a demisionat ca urmare a opoziției lui Metaxas la cererea de ajutorare a Aliaților, care au suferit un mare eșec în timpul campaniei de la Gallipoli. Venizelos a folosit tema intrării în război în timpul campaniei electorale și a cucerit alegerile legislative din mai 1915. În calitatea de premier, Venizelos a mobilizat armata pentru a-i ajuta pe sârbi, dar a fost demis de rege. Această acțiune a regelui  a definitivat ruptura dintre monarhiști și Venizelists, ducând la apariția a ceea ce grecii au numit „Schisma Națională”, care avea să domine viața politică elenă pentru mai multe decenii. În august 1916, ofițerii loiali liberali au declanșat o rebeliune în orașul Thessaloniki, care a avut ca rezultat imediat apariția „Guvernului de Salvare Națională” condus de Venizelos. Noul guvern și-a extins controlul asupra aproape a jumate din țară, beneficiind de sprijinul nemijlocit al Aliaților. În iunie 1917, regele Constantin a fost obligat să abdice, iar Venizelos a preluat puterea în stat și a declarat război împotriva Puterilor Centrale și aliațior lor pe 29 1917.

## Exilul și cariera politică interbelică
Metaxas și-a urmat regele în exil în Corsica. S-a reîntors în Grecia în 1920, pentru a participa la alegerile electorale pierdute de Eleftherios Venizelos. Metaxas a fost unul dintre puținii lideri politici care s-au opus în mod public campaniei elene din Asia Mică. El a adus argumente militare pertinente în sprijinul poziției sale și a refuzat să accepte orice funcție militară în timpul acestui război. După înfrângerea forțelor elene în Asia Mică, regele Constantin a fost din nou forțat să plece în exil de către colonelul Nikolaos Plastiras. Metaxas a intrat în politică fondându-și propriul partid, (Partidul Liber Cugetătorilor) pe 12 octombrie 1922. Datorită participării lui la  lovitura de stat eșuată a regaliștilor din octombrie 1923, Metaxas a fost obligat să fugă din țară. Monarhia a fost abolită și a fost proclamată A doua Republică Elenă în martie 1924.
Metaxas s-a reîntors în Grecia, declarând în mod publica că acceptă schimbarea de regim. În ciuda faptului că era unul dintre cei mai de seamă politicieni regaliști și a avut un start promițător, cariera politică a lui Metaxas nu a fost una plină de succes. La alegerile legislative din 1926,partidul său a câștigat 15,78% dintre voturile grecilor și 52 mandate de deputat, aproape la egalitate cu un alt partid regalist, Partidul Popular. Metaxas a primit portofoliul comunicațiilor în „guvernul național” al lui Alexandros Zaimis.
Luptele intestine și demisia mai multor membri marcanți ai partidului au dus la un rezultat slab de numai 5,3% din voturi și 1 mandat de deputat în alegerile legislative din 1928. În alegerile din 1933, Partidul Liber Cugetătorilor a ajuns la un scor electoral de doar 1,59%, deși partidul a primit trei mandate de deputat, iar Metaxas a devenit ministru de interne în cabinetul lui Panagis Tsaldaris. La alegerile următoare din 1935, partidul lui Metaxas a colaborat cu o alianță a mai multor partide regaliste mici, reușind ca împreună să câștige 7 mandate parlamentare. Tot 7 locuri în Parlament a câștigat partidul lui Metaxas și la alegerile din 1936.

## Prim-ministru și  dictator
În urma unui plebiscit disputat, George al II-lea, fiul lui Constantin I, a revenit în țară pentru a prelua conducerea țării. Alegerile din 1936 a dus la un impas între Panagis Tsaldaris și Themistoklis Sophoulis. Situația politică devenise foarte complicată după succesele înregistrate de Partidul Comunist (KKE). Regele George al II-lea, temându-se în egală măsură de comuniști și de o eventuală lovitură de stat, l-a numit pe 13 aprilie 1936 pe Metaxas, pe atunci ministru de război, în funcția de premier, iar această numire a fost confirmată de Parlament.
Grevele muncitorilor industriali din mai același an i-au permis lui Metaxas să instituie starea de urgență. El a suspendat Parlamentul pe termen nedeterminat și a suspendat mai multe articole ale Constituției. Pe 4 august 1936, Metaxas avea să instituie un regim dictatorial. Propaganda regimului avea să-l proclame pe dictator „Primul țăran”, „Primul Muncitor” și „Tatăl Națiunii’’. Metaxas a adoptat titlul Arkhigos (Conducător). El a pretins că a pus bazele celei de-e treia „Civilizații Elene’’, care ar fi urmat după cele ale Greciei Antice și  Imperiului Bizantin.

### Politica internă
Metaxas a copiat regimurile autoritariste europene, (în special pe cel fascist al dictatorului italian Benito Mussolini) și a interzis partidele politice, a interzis grevele și a introdus cenzura. Într-o perioadă scurtă de timp, ministrul său de interne, Konstantinos Maniadakis, a reușit să-și infiltreze agenții în rândurile comuniștilor și să dizolve practic Partidul Comunist.
Metaxas a încercat să edifice un stat corporatist și să-și asigure sprijinul maselor. El a adoptat sau adaptat numeroase instituții fasciste italiene: a fost format un „Serviciu al Muncii”, programul de muncă de  8 ore și au fost promulgate legi pentru îmbunătățirea condițiilor de viață și de lucru ale muncitorilor, a fost înființat „Institutul de Asigurări Sociale” (IKA), care funcționează și în zilele noastre. Din punct de vedere simbolistic, Metaxas a introdus salutul roman și echivalentul fasciilor italiene, labrysul – toporul dublu de luptă. Spre deosebire de alți dictatori, Metaxas nu se putea baza pe sprijinul unui partid politic de masă. Singura organizație de masă a regimului a fost „Organizația Națională a Tineretului” (EON). În toată perioada în care a fost la putere, Metaxas s-a bazat doar pe sprijinul armatei și a regelui George al II-lea.

### Politica externă și războiul cu Italia Fascistă
Metaxas a încercat să păstreze neutralitatea țării sale și să ducă o politică de echilibru între Regatul Unit și Germania Nazistă. Spre sfârșitul deceniului al patrulea, Germania devenise principalul partener comercial al Greciei și al altor țări balcanice. Metaxas avea reputația de a fi germanofil datorită studiilor sale din Germania și a rolului jucat în Schisma Națională. Regele George al II-lea și cei mai mulți lideri eleni erau anglofili, iar prezența flotei britanice în Marea Mediterană nu putea fi ignorată de o țară maritimă precum Grecia.
Politica lui Metaxas, care încerca să țină Grecia în afara luptelor celui de-al doilea război mondial a fost zădărnicită de cererile abuzive ale lui Mussolini de pe 28 octombrie 1940. Dictororul italian a cerut să i se permită să ocupe puncte strategice din Grecia. Replica concisă a lui Metaxas a fost „Alors, c'est la guerre”. Tradiția populară afirmă că Metaxas ar fi răspuns cu un singur cuvânt: „Ohi (Nu)”. Ziua Ohi este sărbătorită până în zilele noastre. Ca răspuns la refuzul grecilor, trupele italiene staționate în Albania au declanșat războiul greco-italian.
Mulțumită unei pregătiri corespunzătoare a armatei în perioada interbelică și a unei conduceri militare inspirate, grecii au putut să respingă atacul italienilor, pe care i-au împins dincolo de pozițiile de plecare, ocupând regiunea nordică a Epirului (Albania sudică). Metaxas a murit la Atena pe 29 ianuarie 1941 și nu a mai apucat să-și vadă țara invadată de Germania Nazistă în timpul Bătăliei Greciei. Succesorul lui a fost Alexandros Koryzis. În timpul invaziei, trupele germane au depășit cu mare dificultate Linia Metaxas, fortificațiile construite în timpul în care dictatorul elen sa aflat la conducerea guvernului de la Atena.
Ioannis Metaxas a rămas o figură controversată a istoriei elene. Dacă unii dintre greci criticat pentru conducerea dictatorială, este admirat de alții pentru politica sa populistă, patriotismul și demnitatea demonstrată în fața agresiunii italiene.